# Borgo di Terzo
Borgo di Terzo [ˈborɡo di ˈtɛrʦo] (Bórgh de Tèrs [ˈboɾk dɛˈtɛɾs , boɾdɛˈtɛɾs] in dialetto bergamasco) è un comune italiano di 1 192 abitanti della provincia di Bergamo in Lombardia. Situato alla destra orografica del fiume Cherio, in val Cavallina, dista circa 22 chilometri a est dal capoluogo orobico.

## Geografia fisica

### Territorio
Borgo di Terzo ha un territorio prevalentemente collinare, appartiene alla Media Val Cavallina ed è attraversato dal corso del fiume Cherio. Vi è inoltre un piccolo torrente, detto comunemente Closale che attraversa l'omonima valle per poi affluire nel Cherio.

## Storia
Il nome del paese deriva dal fatto che in questo piccolo borgo ebbe origine la nobile famiglia bergamasca dei Terzi.
La zona fu interessata da insediamenti abitativi già dall'epoca romana, come testimoniato da alcuni reperti rinvenuti nella zona.
In ambito storico le notizie che ci sono giunte riguardano principalmente il medioevo: in quell'epoca difatti il paese era completamente cinto da mura e fortificazioni con un castello che svettava sulla vallata. E pare avesse anche una notevole importanza dato che fu l'imperatore Federico Barbarossa in persona a raderlo al suolo nel 1168.
Ricostruito pochi anni più tardi venne lasciato in uno stato di assoluto degrado, tanto che il tempo e le costruzioni successive ne hanno cancellato ogni traccia.

Di quell'epoca rimane, comunque, il cosiddetto Torrazzo, un palazzo medievale risalente al XIII secolo, posto nella parte alta del paese.
In tempi più recenti, all'inizio del XX secolo, il paese fu unito ai vicini comuni di Vigano San Martino, Berzo San Fermo e Grone, assumendo la denominazione di Borgounito, mantenuta fino al 1948 quando i comuni vennero nuovamente scissi.

### Simboli
Lo stemma e il gonfalone sono stati concessi con decreto del presidente della Repubblica del 31 dicembre 1985.
Blasonatura stemma:

Blasonatura gonfalone:

## Monumenti e luoghi d'interesse

### Architetture religiose
Di notevole pregio è la chiesa conventuale. Questo edificio, non visitabile, conserva una pala del pittore Giuseppe Henz raffigurante una Madonna con santi ed offerente, una croce in rame dorato del XV secolo.

Nel complesso si può ancora trovare un chiostro del XVII secolo appartenuto al convento di San Michele, soppresso definitivamente nel 1797. Ma il pezzo forte risulta essere il pozzo interno che, con le quattro colonne in pietra bianca ed i capitelli rinascimentali, è considerato monumento nazionale.
Merita menzione anche la chiesa parrocchiale dell'Assunta, la cui fondazione pare risalire al XIII secolo. Ricostruita totalmente quattro secoli più tardi, presenta un portale in pietra arenaria ed opere di Pietro Marone (Vergine incoronata e le sante Maria Maddalena, Eurosia e Lucia del 1594) e di Gian Paolo Cavagna (il Cristo Redentore).

## Società

### Evoluzione demografica
Abitanti censiti

## Infrastrutture e trasporti
Fra il 1908 e il 1931 la località ospitò una fermata lungo la tranvia della val Cavallina.
Nel territorio comunale passa la Strada statale 42 del Tonale e della Mendola

## Amministrazione
| Periodo        | Periodo         | Primo cittadino         | Partito                                     | Carica  | Note   |
| -------------- | --------------- | ----------------------- | ------------------------------------------- | ------- | ------ |
| 19 giugno 1985 | 21 marzo 1990   | Giannino Trapletti      | Democrazia Cristiana                        | Sindaco | [ 9 ]  |
| 19 maggio 1990 | 24 aprile 1995  | Gianbattista Giacinti   | Democrazia Cristiana                        | Sindaco | [ 9 ]  |
| 24 aprile 1995 | 15 giugno 1999  | Vittorio Mario Bordogna | Lista civica                                | Sindaco | [ 9 ]  |
| 15 giugno 1999 | 14 giugno 2004  | Vittorio Mario Bordogna | Lista civica                                | Sindaco | [ 10 ] |
| 14 giugno 2004 | 7 febbraio 2005 | Eugenio Crotti          | Lista civica                                | Sindaco | [ 10 ] |
| 5 aprile 2005  | 30 marzo 2010   | Mauro Antonio Fadini    | Lista civica                                | Sindaco | [ 10 ] |
| 30 marzo 2010  | 1º giugno 2015  | Mauro Antonio Fadini    | Lista civica "Nuova Proposta"               | Sindaco | [ 10 ] |
| 1º giugno 2015 | in carica       | Stefano Vavassori       | Lista civica "Cittadini per Borgo di Terzo" | Sindaco | [ 10 ] |